# 北海道帯広緑陽高等学校
北海道帯広緑陽高等学校（ほっかいどうおびひろりょくようこうとうがっこう、Hokkaido Obihiro Ryokuyou High School）は、北海道帯広市にある公立（道立）の高等学校である。全日制普通科。

## 綱領

### 校訓
- 正義：人間が秩序ある社会を実現する基底をなす。
- 友愛：人間が心豊かな社会を生み出す基底をなす。
- 前進：人間が創造的な社会をつくる基底をなす。

### 教育目標
- 自ら考え、判断する力を育てる。
- 強靭な意志と豊かな情操を養う。
- 健康でたくましい身体の鍛錬に努める。
- すすんで勤労し、協力しあう態度を培う。

## 沿革
以下の沿革は、2009年に発行された当校の「三十年史」からの出典による。
- 1979年12月 - 開校準備室を北海道帯広南商業高等学校に設置
- 1980年 4月 - 帯広市立の高校として開校、第1回入学式（新入生2間口90名）
- 1982年 9月 - 新校舎完成に伴い移転
- 1983年 1月 - 北海道に移管される
- 1983年 4月 - 1学年2間口増設（4間口180名）
- 1984年 3月 - 柔剣道場完成
- 1984年 5月 - 校舎増築工事完了
- 1985年 4月 - 1学年2間口増設（6間口270名）
- 1987年 4月 - 1学年1間口増設（7間口322名）
- 1988年 4月 - 1学年1間口増設（8間口368名）
- 1989年10月 - 創立10周年記念式典挙行
- 1991年 4月 - 1学年1間口削減（7間口315名）
- 1992年 4月 - 1学年1間口削減（6間口270名）
- 1993年 2月 - 同窓会創設10周年記念式典挙行
- 1994年 4月 - 2代目制服が導入
- 1995年 4月 - 1学年1間口あたりの生徒数削減（6間口246名）
- 1997年 4月 - 1学年1間口削減（5間口200名）
- 1998年 4月 - 1学年1間口増設（6間口240名）
- 1999年10月 - 創立20周年記念式典挙行
- 2002年 4月 - 2学期制に移行
- 2003年 4月 - 1学年1間口削減（5間口200名）
- 2009年10月 - 創立30周年記念式典挙行
- 2013年 4月 - 1学年1間口削減（4間口160名）
- 2019年 4月 - 3代目制服（現行）が導入

## 部活動
部活動の実績は「創立30周年記念誌」からの出典による。

### 体育会系
- 野球部 - 2011年度に第93回全国高等学校野球選手権大会北北海道大会十勝支部予選において開校31年で初の優勝を決めた。
- サッカー部
- ソフトテニス部（男・女） - 1981、2010年度に全国大会出場。
- テニス部（男・女）
- バドミントン部（男・女） - 1984～1986、1990年度に全国大会出場。
- 女子バレーボール部
- バスケットボール部（男・女）
- 卓球部
- 空手道部
- 弓道部
- 剣道部
- 陸上部 - 1989、1999、2000年度に全国大会出場。

### 文化系
- 美術部
- 茶道部
- 吹奏楽部
- マルチメディア・クリエイト部
- 書道部

### 外局
- 放送局 - 2009年度に第56回NHK杯全国高校放送コンテスト北海道大会において、研究発表部門・創作テレビドラマ部門で入賞を果たし、初の全国大会出場を決めて以来、5年連続で全国大会出場を決めている。
- 図書局

## 特色
- 1980年に開校。
- 1980年4月から1982年9月までは帯広南商業高校の校地内に仮校舎を設置し授業を行っていた。
- 校名の意味は「緑と太陽のあふれる高校」。
- 校歌は初代校長の黒沼友一によって作詞された。
- 2007年度から推薦入試が導入された[1]。